# アリスの鏡
『アリスの鏡』（原題：愛麗絲的鏡子、英：Reflections）は、2005年に製作された台湾映画。
日本では、2006年第19回東京国際映画祭(10月25日、26日)・アジアの風部門にて上映された。この作品で、謝欣穎は、第43回台湾金馬奨の最優秀助演女優賞を受賞した。

## キャスト
- ジン：オイ・ジン
- ミー：謝欣穎（中国語版）(ニッキ・シエ)
- ハオ：トゥアン・ジュンハオ
- ジンの母：陸奔静(ルー・イーチン)
- ：ジャック・カオ